# الموعل (يريم)

تعديل مصدري - تعديل

الموعل محلة تابعة لقرية ذي صارف، التابعة لعزلة عراس بمديرية يريم إحدى مديريات محافظة إب في الجمهورية اليمنية.، بلغ تعداد سكانها 309 حسب تعداد اليمن لعام 2004.